# Hej, Skellefteå kommun

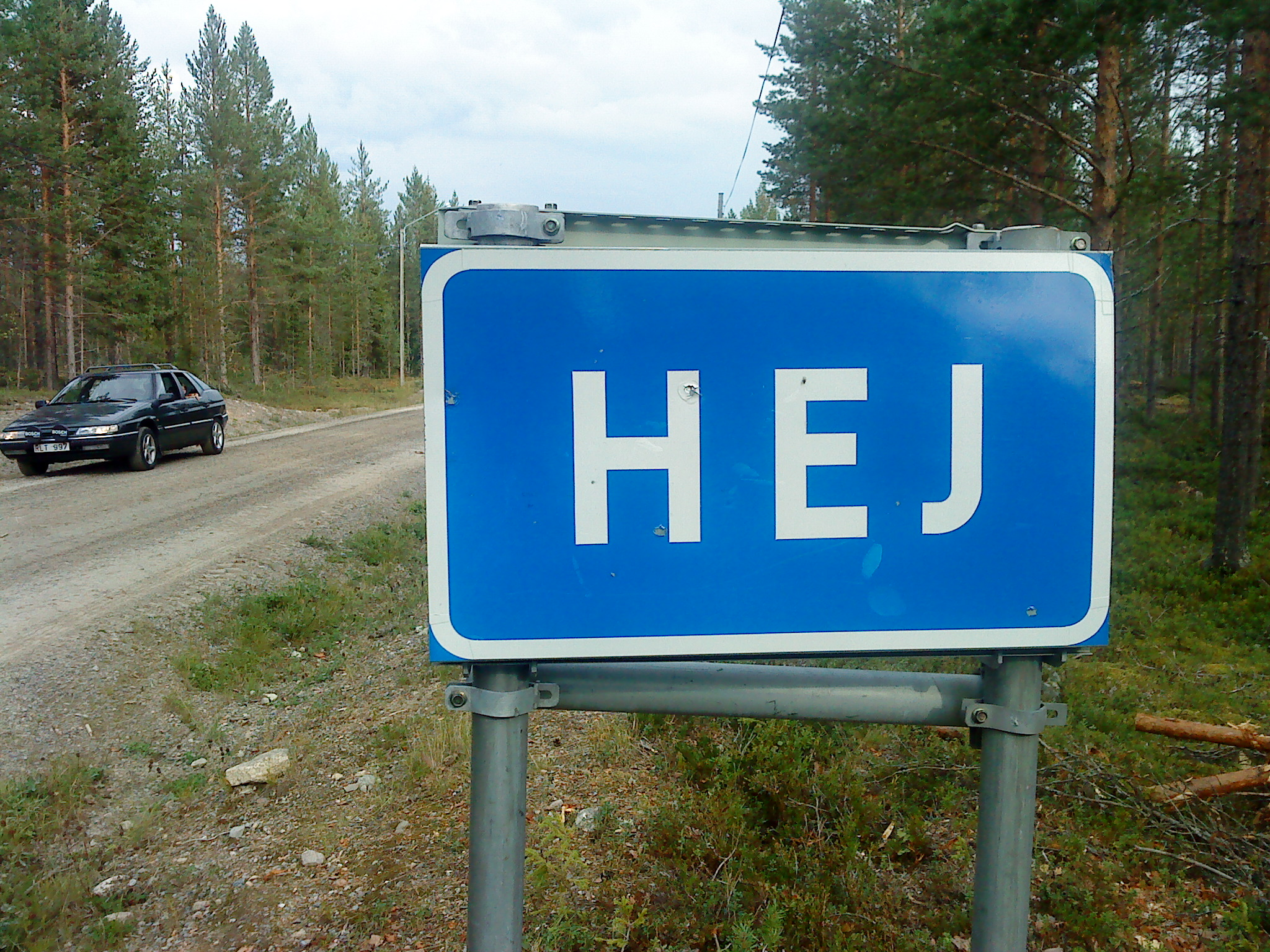
Hejs ortnamnsskylt

Hej är en by i Jörns socken i nordvästra delen av Skellefteå kommun, cirka 2,4 kilometer från gränsen till Norrbotten.
Hej anlades på 1830-talet av Näsbergs Grufve Bolag som nybygge för arbetare vid Näsbergsgruvorna. Det var ett av fem nybyggen i omgivningarna som namngavs efter en barnramsa: Snipp, Snapp, Snorum, Hej, Basalorum. Det är inte känt vem som hittat på namnen, men kanske var det järnfyndighetens upptäckare, Carl Olof Furtenbach.
Byn har en loppmarknad och logdans.